# All Saints' Memorial Church
De All Saints' Memorial Church Complex is een kleine stenen, episcopale kerk uit 1864 in de Amerikaanse plaats Navesink (New Jersey). Het ontwerp was gebaseerd op een kleine kapel op Isle of Wight in Engeland. Tot het complex behoren ook een schoolgebouw en begraafplaats. Het geheel is sinds 1987 erkend als National Historic Landmark.